# Toni Zenz
Toni Zenz, né le 7 juin 1915 et mort le 18 mars 2014 [réf. nécessaire], est un sculpteur allemand.

## Œuvres

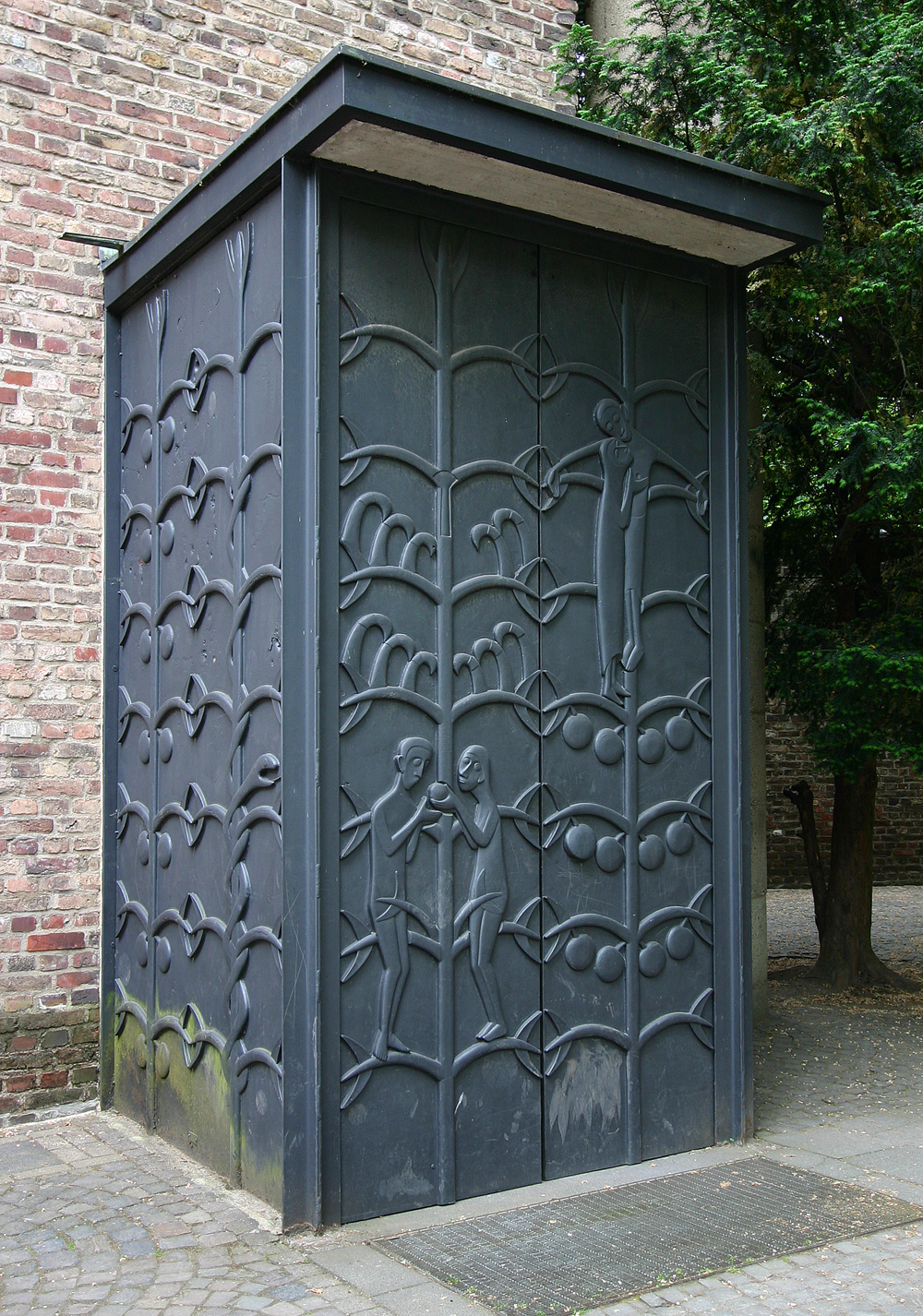
Portail d'entrée de l'église Neu St. Alban (de) à Cologne
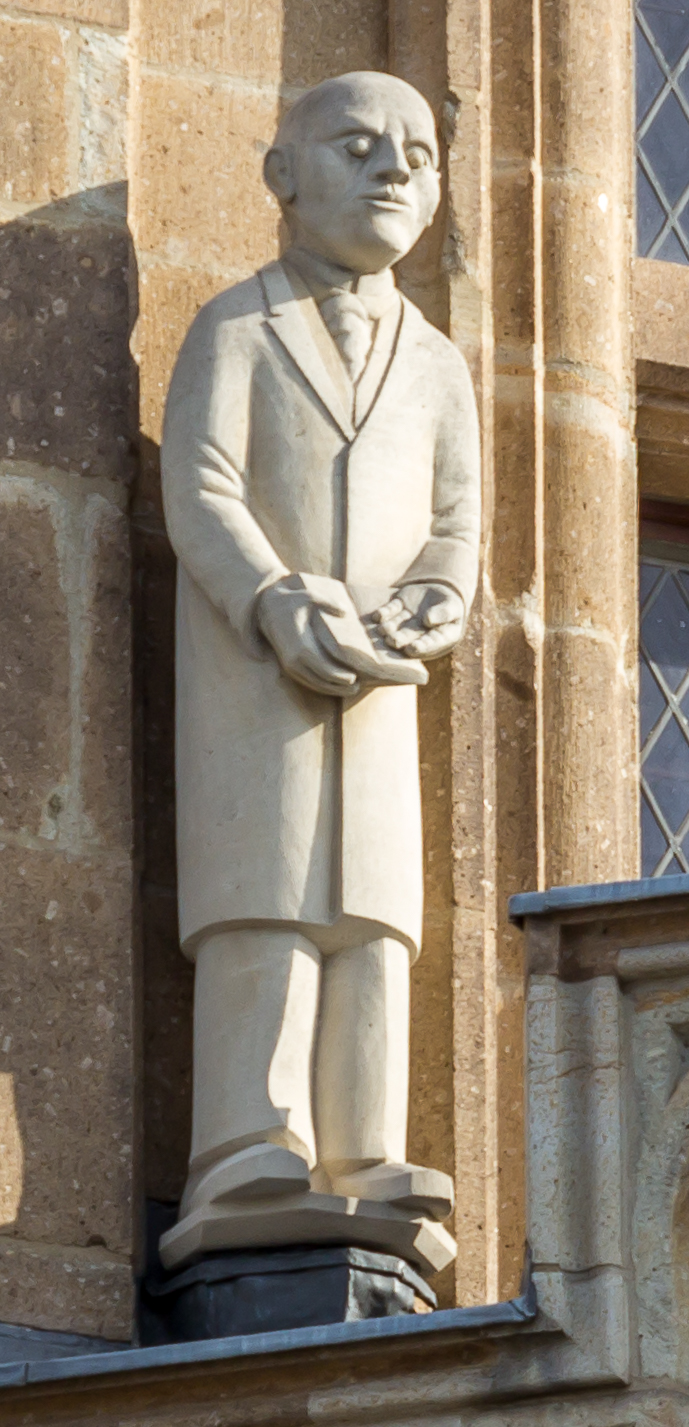
Statue de Benedikt Schmittmann (de) (1990), tour de l'Hôtel de ville de Cologne
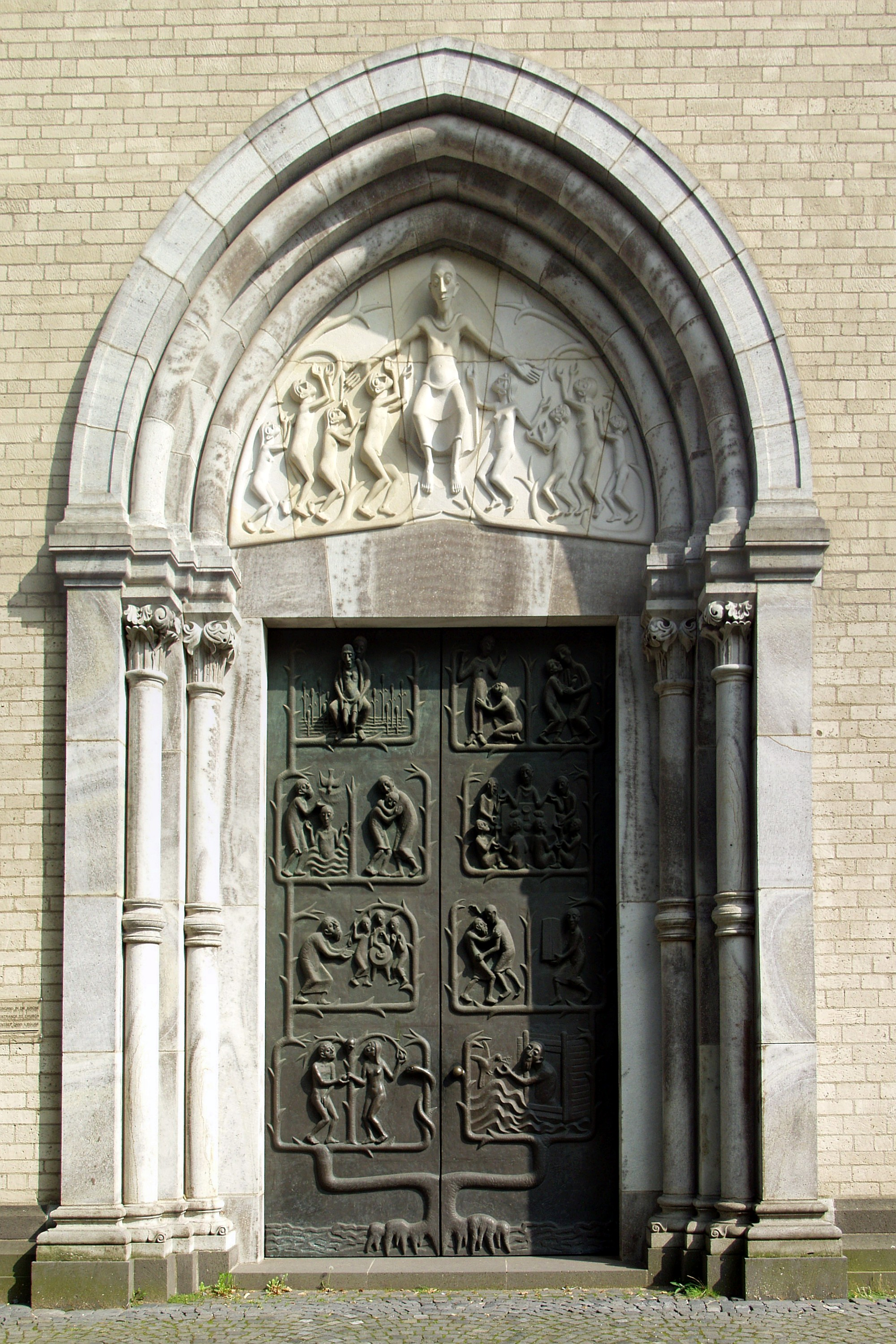
Portail ouest de la Basilique Saint-Cunibert de Cologne, par Toni Zenz